# Zentrum verantwortungsbewusste Digitalisierung
Das Zentrum verantwortungsbewusste Digitalisierung (ZEVEDI) ist ein hessenweites Forschungs- und Kompetenznetz. Das Zentrum wurde 2019 mit Sitz an der Technischen Universität Darmstadt gegründet und wird gefördert von der hessischen Staatsministerin für Digitale Strategie und Entwicklung. Als interdisziplinäres Netzwerk soll das Zentrum die hessische Forschungsexpertise zu Fragestellungen des digitalen Wandels in Wissenschaft, Wirtschaft und Gesellschaft zusammenführen und stärken.

## Ziele und Aufgaben
Die Gründung des Zentrums verantwortungsbewusste Digitalisierung (ZEVEDI) erfolgte 2019 mit der Zielsetzung, die Digitalisierung im Sinne menschlicher und gesellschaftlicher Interessen zu gestalten, wie im Koalitionsvertrag zwischen der CDU Hessen und Bündnis 90/DIE GRÜNEN Hessen am 23. Dezember 2018 vereinbart wurde. Entsprechend soll das Zentrum zur Digitalisierungs- und KI-Strategie der Hessischen Landesregierung beitragen und an deren Ausgestaltung mitwirken.
Das Zentrum soll hessenweit die wissenschaftliche Expertise auf dem interdisziplinären Feld der Digitalität verknüpfen und bündeln sowie den Transfer von Forschungsergebnissen in Wirtschaft, Politik und Gesellschaft vorantreiben. Um dieses Ziel zu erreichen, wird das Zentrum zu einem übergreifenden hessischen Netzwerk von universitären und außeruniversitären Einrichtungen ausgebaut.
Das Zentrum verantwortungsbewusste Digitalisierung (ZEVEDI) hat als Forschungszentrum ein normenwissenschaftlich orientiertes Profil mit Fokus auf Rechtswissenschaften und Ethik in Fragen von Technik, Innovation und Digitalität. Die Forschung findet in beteiligungsoffenen Projektgruppen statt.

## Projektgruppen
- Normordnung Künstlicher Intelligenz (NOKI) – Bestand, System und Durchsetzung. Sprecher: Florian Möslein, Anne Riechert
- KI & Finance – Innovation, Residenz und Verantwortung. Sprecher: Katja Langenbucher, Alexander Benlian
- Nachhaltige Intelligenz – Intelligente Nachhaltigkeit. Sprecher: Gerrit Hornung, Gerd Doeben-Henisch
- Datensouveränität[4]. Sprecher: Steffen Augsberg, Petra Gehring
- Verantwortungsdiffusion durch Algorithmen. Sprecher: Indra Spiecker genannt Döhmann, Jörn Lamla
- RoboTrust. Sprecherin: Ruth Stock-Homburg

## Ad hoc-Projekte
- Data Governance im Finanzsektor – Neue Intermediäre und Gaia-X
- Begleitforschung zum BMWi-Konsortialprojekt European Data Trustee (EuroDat) – Gaia-X basierter Datentreuhänder[5]
- Wechselkosten zum DSGVO-konformen VC-System des Schulportals Hessen
- Vermessung europäischer Digitalisierungsforschung